# Konrad Körner (Politiker)
Konrad Körner (* 27. April 1992 in Fürth) ist ein deutscher Rechtsanwalt und Politiker (CSU) und seit 2025 Mitglied des Deutschen Bundestages.

## Persönlicher und beruflicher Werdegang
Körner wuchs in der Stadt Herzogenaurach im Landkreis Erlangen-Höchstadt auf und schloss 2011 seine Schullaufbahn am Gymnasium Fridericianum Erlangen mit dem Abitur ab. Im Anschluss daran studierte er als Stipendiat der Konrad-Adenauer-Stiftung Rechtswissenschaft an der Friedrich-Alexander-Universität in Erlangen und öffentliches Wirtschaftsrecht an der Deutschen Universität für Verwaltungswissenschaften Speyer. Im Jahr 2021 promovierte er als Stipendiat der Hanns-Seidel-Stiftung an der Friedrich-Alexander-Universität in Erlangen im Bereich des Haushalts- und Fördermittelrechts über das Dreiecksverhältnis im Förderwesen. Das Rechtsreferendariat u. a. mit Stationen bei der Staatsanwaltschaft in Erlangen und am Bayerischen Staatsministerium der Finanzen und für Heimat schloss er mit der Zweiten Juristischen Prüfung ab. Von 2022 bis zu seiner Wahl in den Bundestag war Körner als Rechtsanwalt im Bereich des Fördermittelrechts und des Vergaberechts tätig.

## Politischer Werdegang
Körner begann sein politisches Engagement als Ortsvorsitzender der Jungen Union Herzogenaurach im Jahr 2009. Seit 2017 ist er als Nachfolger von Andreas Schalk Bezirksvorsitzender der Jungen Union Mittelfranken. Daneben ist er seit 2014 Stadtratsmitglied der Stadt Herzogenaurach (seit 2020 als Fraktionsvorsitzender) und seit 2020 Kreisrat des Landkreises Erlangen-Höchstadt. Er war bei den Kommunalwahlen 2020 daran beteiligt, dass die Junge Union in der Stadt Herzogenaurach und im Landkreis Erlangen-Höchstadt mit einer eigenen Kandidatenliste antrat und in den Stadtrat und Kreistag einzog. Körner ist zudem stellvertretender Kreisvorsitzender der CSU Erlangen-Höchstadt, Mitglied des Parteivorstandes der CSU und war Mitglied der CSU-Parteireformkommission.

### Kandidatur für die Wahl zum Europäischen Parlament
Nachdem Körner bereits im Jahr 2019 auf Listenplatz 11 der CSU-Liste für die Europawahl stand, kandidierte er für die Europawahl 2024 als Nachfolger von Marlene Mortler. Als mittelfränkischer Spitzenkandidat auf Platz 7 der CSU-Liste für den Freistaat Bayern scheiterte er jedoch, da nur sechs Kandidaten über die CSU-Liste zum Zuge kamen.

### Deutscher Bundestag
Bei der Bundestagswahl 2025 trat Körner als Nachfolger von Stefan Müller an. Er holte mit 35,9 Prozent der Erststimmen das Direktmandat im Bundestagswahlkreis Erlangen und zog damit erstmals in den Bundestag ein. Dort ist Körner Mitglied in den Ausschüssen für Bildung, Familie, Senioren, Frauen und Jugend, für Recht und Verbraucherschutz sowie für Digitales und Staatsmodernisierung. Zudem ist er erster Stellvertreter der Jungen Gruppe der Unionsfraktion.

## Privates
Körner ist verheiratet, hat eine Tochter und lebt mit seiner Familie in Herzogenaurach. Ehrenamtlich engagiert er sich seit langem in seiner Kirchengemeinde St. Magdalena Herzogenaurach als Lektor, Kommunionhelfer und Mitglied der Kirchenverwaltung.